# 가나가와현 선거구
가나가와현 선거구(일본어: 神奈川県選挙区)는 일본의 참의원 선거구이다.

## 선거구 정보
| 지역      | 가나가와현 전역          |
| 의원 정수 | 8명 (개선 정수 4명)      |
| 유권자 수 | 7,733,269명 (2022년 9월) |

## 역대 의원
| 홀수회                       | 홀수회                         | 홀수회                       | 홀수회                         | 홀수회                     | 짝수회                         | 짝수회                     | 짝수회                         | 짝수회                   | 짝수회                         |
| 의원 1                       | 의원 2                         | 의원 3                       | 의원 4                         | 선거                       | 선거                           | 의원 1                     | 의원 2                         | 의원 3                   | 의원 4                         |
| ---------------------------- | ------------------------------ | ---------------------------- | ------------------------------ | -------------------------- | ------------------------------ | -------------------------- | ------------------------------ | ------------------------ | ------------------------------ |
| 미키 지로 (일본사회당)       | 오구시 세이이치 (일본자유당)   |                              |                                | 1947년 제1회               | 1947년 제1회                   | 스즈키 겐이치 (국민협동당) | 오스미 겐지 (일본자유당)       |                          |                                |
| 미키 지로 (일본사회당)       | 오구시 세이이치 (일본자유당)   |                              | 1950년 제2회                   | 소네 에키 (일본사회당)     | 이시무라 고사쿠 (자유당)       |                            |                                |                          |                                |
| 미키 지로 (사회당 우파)      | 고노 겐조 (무소속)             | 1953년 제3회                 |                                | 소네 에키 (일본사회당)     | 이시무라 고사쿠 (자유당)       |                            |                                |                          |                                |
| 미키 지로 (사회당 우파)      | 고노 겐조 (무소속)             |                              | 1956년 제4회                   | 소네 에키 (일본사회당)     | 아이자와 시게아키 (일본사회당) |                            |                                |                          |                                |
| 고노 겐조 (자유민주당)       | 다가미 마쓰에 (일본사회당)     | 1959년 제5회                 |                                | 소네 에키 (일본사회당)     | 아이자와 시게아키 (일본사회당) |                            |                                |                          |                                |
| 고노 겐조 (자유민주당)       | 다가미 마쓰에 (일본사회당)     |                              | 1962년 제6회                   | 소네 에키 (민주사회당)     | 아이자와 시게아키 (일본사회당) |                            |                                |                          |                                |
| 오카 사부로 (일본사회당)     | 고노 겐조 (자유민주당)         | 1965년 제7회                 |                                | 소네 에키 (민주사회당)     | 아이자와 시게아키 (일본사회당) |                            |                                |                          |                                |
| 오카 사부로 (일본사회당)     | 고노 겐조 (자유민주당)         |                              | 1967년 보궐                    | 사토 이치로 (자유민주당)   | 아이자와 시게아키 (일본사회당) |                            |                                |                          |                                |
| 오카 사부로 (일본사회당)     | 고노 겐조 (자유민주당)         |                              | 1968년 제8회                   | 사토 이치로 (자유민주당)   | 다케다 시로 (일본사회당)       |                            |                                |                          |                                |
| 고노 겐조 (자유민주당)       | 가타오카 가쓰지 (일본사회당)   | 1971년 제9회                 |                                | 사토 이치로 (자유민주당)   | 다케다 시로 (일본사회당)       |                            |                                |                          |                                |
| 고노 겐조 (자유민주당)       | 가타오카 가쓰지 (일본사회당)   |                              | 1974년 제10회                  | 다케다 시로 (일본사회당)   | 하타노 아키라 (자유민주당)     |                            |                                |                          |                                |
| 고노 겐조 (무소속)           | 가타오카 가쓰지 (일본사회당)   | 1977년 제11회                |                                | 다케다 시로 (일본사회당)   | 하타노 아키라 (자유민주당)     |                            |                                |                          |                                |
| 고노 겐조 (무소속)           | 가타오카 가쓰지 (일본사회당)   |                              | 1980년 제12회                  | 하타노 아키라 (자유민주당) | 다케다 시로 (일본사회당)       |                            |                                |                          |                                |
| 핫토리 신고 (공명당)         | 스기모토 쓰네오 (자유민주당)   | 1983년 제13회                |                                | 하타노 아키라 (자유민주당) | 다케다 시로 (일본사회당)       |                            |                                |                          |                                |
| 핫토리 신고 (공명당)         | 스기모토 쓰네오 (자유민주당)   |                              | 1986년 제14회                  | 사이토 후미오 (자유민주당) | 지바 게이코 (일본사회당)       |                            |                                |                          |                                |
| 사토 겐이치로 (자유민주당)   | 스기모토 쓰네오 (자유민주당)   | 1987년 보궐                  |                                | 사이토 후미오 (자유민주당) | 지바 게이코 (일본사회당)       |                            |                                |                          |                                |
| 고바야시 다다시 (일본사회당) | 이시와타 기요하루 (자유민주당) | 1989년 제15회                |                                | 사이토 후미오 (자유민주당) | 지바 게이코 (일본사회당)       |                            |                                |                          |                                |
| 고바야시 다다시 (일본사회당) | 이시와타 기요하루 (자유민주당) |                              | 1992년 제16회                  | 사이토 후미오 (자유민주당) | 지바 게이코 (일본사회당)       |                            |                                |                          |                                |
| 마쓰 아키라 (신진당)         | 이시와타 기요하루 (자유민주당) | 사이토 쓰요시 (일본사회당)   | 1995년 제17회                  | 사이토 후미오 (자유민주당) | 지바 게이코 (일본사회당)       |                            |                                |                          |                                |
| 마쓰 아키라 (신진당)         | 이시와타 기요하루 (자유민주당) | 사이토 쓰요시 (일본사회당)   |                                | 1998년 제18회              | 아사오 게이이치로 (민주당)     | 하타노 기미에 (일본공산당) | 지바 게이코 (민주당)           |                          |                                |
| 고바야시 유타카 (자유민주당) | 마쓰 아키라 (공명당)           | 사이토 쓰요시 (민주당)       | 2001년 제19회                  |                            | 아사오 게이이치로 (민주당)     | 하타노 기미에 (일본공산당) | 지바 게이코 (민주당)           |                          |                                |
| 고바야시 유타카 (자유민주당) | 마쓰 아키라 (공명당)           | 사이토 쓰요시 (민주당)       |                                | 2004년 제20회              | 고이즈미 아키오 (자유민주당)   | 아사오 게이이치로 (민주당) | 지바 게이코 (민주당)           |                          |                                |
| 고바야시 유타카 (자유민주당) | 마쓰 아키라 (공명당)           | 가와구치 요리코 (자유민주당) | 2005년 보궐                    |                            | 고이즈미 아키오 (자유민주당)   | 아사오 게이이치로 (민주당) | 지바 게이코 (민주당)           |                          |                                |
| 마키야마 히로에 (민주당)     | 고바야시 유타카 (자유민주당)   | 미토 마사시 (민주당)         | 2007년 제21회                  |                            | 고이즈미 아키오 (자유민주당)   | 아사오 게이이치로 (민주당) | 지바 게이코 (민주당)           |                          |                                |
| 마키야마 히로에 (민주당)     | 마쓰 아키라 (공명당)           | 미토 마사시 (민주당)         | 2007년 승계                    |                            | 고이즈미 아키오 (자유민주당)   | 아사오 게이이치로 (민주당) | 지바 게이코 (민주당)           |                          |                                |
| 마키야마 히로에 (민주당)     | 마쓰 아키라 (공명당)           | 미토 마사시 (민주당)         |                                | 2009년 보궐                | 고이즈미 아키오 (자유민주당)   | 가네코 요이치 (민주당)     | 지바 게이코 (민주당)           |                          |                                |
| 마키야마 히로에 (민주당)     | 마쓰 아키라 (공명당)           | 미토 마사시 (민주당)         |                                | 2010년 제22회              | 고이즈미 아키오 (자유민주당)   | 나카니시 겐지 (모두의 당)  | 가네코 요이치 (민주당)         |                          |                                |
| 시마무라 다이 (자유민주당)   | 마쓰자와 시게후미 (모두의 당)  | 사사키 사야카 (공명당)       | 마키야마 히로에 (민주당)       | 2013년 제23회              | 고이즈미 아키오 (자유민주당)   | 나카니시 겐지 (모두의 당)  | 가네코 요이치 (민주당)         |                          |                                |
| 시마무라 다이 (자유민주당)   | 마쓰자와 시게후미 (모두의 당)  | 사사키 사야카 (공명당)       | 마키야마 히로에 (민주당)       |                            | 2016년 제24회                  | 미하라 준코 (자유민주당)   | 미우라 노부히로 (공명당)       | 마야마 유이치 (민진당)   | 나카니시 겐지 (무소속)         |
| 시마무라 다이 (자유민주당)   | 마키야마 히로에 (입헌민주당)   | 사사키 사야카 (공명당)       | 마쓰자와 시게후미 (일본유신회) | 2019년 제25회              |                                | 미하라 준코 (자유민주당)   | 미우라 노부히로 (공명당)       | 마야마 유이치 (민진당)   | 나카니시 겐지 (무소속)         |
| 시마무라 다이 (자유민주당)   | 마키야마 히로에 (입헌민주당)   | 사사키 사야카 (공명당)       | 미즈노 모토코 (입헌민주당)     | 2022년 보궐                | 2022년 제26회                  | 미하라 준코 (자유민주당)   | 마쓰자와 시게후미 (일본유신회) | 미우라 노부히로 (공명당) | 아사오 게이이치로 (자유민주당) |

## 최근 선거 결과

### 2016년 (제24회)
| 제24회 참의원 의원 통상선거가나가와현 선거구 (정수: 4명)   |                 |               |             |        |      |                 |
| 선거일: 2016년 7월 10일유권자수: 7,577,073명투표율: 55.46% |                 |               |             |        |      |                 |
| 후보                                                       | 후보            | 정당          | 득표        | 득표율 | 당락 | 비고            |
|                                                            | 미하라 준코     | 자유민주당    | 1,004,877표 | 24.50% | 당선 |                 |
|                                                            | 미우라 노부히로 | 공명당        | 629,582표   | 15.35% | 당선 |                 |
|                                                            | 마야마 유이치   | 민진당        | 582,127표   | 14.19% | 당선 |                 |
|                                                            | 나카니시 겐지   | 무소속        | 524,070표   | 12.77% | 당선 | 자유민주당 추천 |
|                                                            | 아사카 유카     | 일본공산당    | 487,729표   | 11.89% |      |                 |
|                                                            | 가네코 요이치   | 민진당        | 448,954표   | 10.94% |      |                 |
|                                                            | 니와 다이       | 오사카 유신회 | 218,853표   | 5.33%  |      |                 |
|                                                            | 모리 히데오     | 사회민주당    | 76,424표    | 1.86%  |      |                 |
|                                                            | 시미즈 다이치   | 일본의 마음   | 50,256표    | 1.23%  |      |                 |
|                                                            | 사토 마사노리   | 무소속        | 32,113표    | 0.78%  |      |                 |
|                                                            | 가타노 에이지   | 지지정당 없음 | 25,714표    | 0.63%  |      |                 |
|                                                            | 이키 아이코     | 행복실현당    | 21,611표    | 0.53%  |      |                 |
| 합계                                                       | 합계            | 합계          | 4,102,310표 |        |      |                 |

### 2019년 (제25회)
| 제25회 참의원 의원 통상선거가나가와현 선거구 (정수: 4명)   |                   |                             |             |        |      |                 |
| 선거일: 2019년 7월 21일유권자수: 7,651,249명투표율: 48.73% |                   |                             |             |        |      |                 |
| 후보                                                       | 후보              | 정당                        | 득표        | 득표율 | 당락 | 비고            |
|                                                            | 시마무라 다이     | 자유민주당                  | 917,058표   | 25.17% | 당선 |                 |
|                                                            | 마키야마 히로에   | 입헌민주당                  | 742,658표   | 20.38% | 당선 |                 |
|                                                            | 사사키 사야카     | 공명당                      | 615,417표   | 16.89% | 당선 | 자유민주당 추천 |
|                                                            | 마쓰자와 시게후미 | 일본유신회                  | 575,884표   | 15.81% | 당선 |                 |
|                                                            | 아사카 유카       | 일본공산당                  | 422,603표   | 11.60% |      |                 |
|                                                            | 노기 료스케       | 국민민주당                  | 126,672표   | 3.48%  |      |                 |
|                                                            | 하야시 다이스케   | NHK로부터 국민을 지키는 당  | 79,208표    | 2.17%  |      |                 |
|                                                            | 아이하라 린코     | 사회민주당                  | 61,709표    | 1.69%  |      |                 |
|                                                            | 모리시타 마사카쓰 | 무소속                      | 22,057표    | 0.61%  |      |                 |
|                                                            | 이키 아이코       | 행복실현당                  | 21,755표    | 0.60%  |      |                 |
|                                                            | 가토 도모유키     | 안락사 제도를 생각하는 모임 | 21,598표    | 0.59%  |      |                 |
|                                                            | 에노모토 다이시   | 올리브나무                  | 17,170표    | 0.47%  |      |                 |
|                                                            | 시부야 미쓰기     | 무소속                      | 11,185표    | 0.31%  |      |                 |
|                                                            | 아쿠쓰 다카유키   | 노동자당                    | 8,514표     | 0.23%  |      |                 |
| 합계                                                       | 합계              | 합계                        | 3,643,488표 |        |      |                 |

### 2022년 (제26회)
| 제26회 참의원 의원 통상선거가나가와현 선거구 (정수: 5명)   |                   |                                            |             |        |      |                 |
| 선거일: 2022년 7월 10일유권자수: 7,696,783명투표율: 54.51% |                   |                                            |             |        |      |                 |
| 후보                                                       | 후보              | 정당                                       | 득표        | 득표율 | 당락 | 비고            |
|                                                            | 미하라 준코       | 자유민주당                                 | 807,300표   | 19.74% | 당선 |                 |
|                                                            | 마쓰자와 시게후미 | 일본유신회                                 | 605,248표   | 14.80% | 당선 |                 |
|                                                            | 미우라 노부히로   | 공명당                                     | 547,028표   | 13.37% | 당선 | 자유민주당 추천 |
|                                                            | 아사오 게이이치로 | 자유민주당                                 | 544,597표   | 13.31% | 당선 |                 |
|                                                            | 미즈노 모토코     | 입헌민주당                                 | 394,303표   | 9.64%  | 당선 | ※보궐 당선자    |
|                                                            | 아사카 유카       | 일본공산당                                 | 354,456표   | 8.67%  |      |                 |
|                                                            | 후카사쿠 헤스스   | 국민민주당                                 | 253,234표   | 6.19%  |      |                 |
|                                                            | 데라사키 유스케   | 입헌민주당                                 | 210,016표   | 5.13%  |      |                 |
|                                                            | 후지무라 아키코   | 참정당                                     | 120,471표   | 2.95%  |      |                 |
|                                                            | 우쓰미 요이치     | 사회민주당                                 | 49,787표    | 1.22%  |      |                 |
|                                                            | 주쿠로키 유헤이   | NHK당                                      | 25,784표    | 0.63%  |      |                 |
|                                                            | 아키타 메구미     | 무소속                                     | 24,389표    | 0.60%  |      |                 |
|                                                            | 크리스탄 에즈즈   | 신당 구니모리                              | 22,043표    | 0.54%  |      |                 |
|                                                            | 하시모토 히로유키 | NHK당                                      | 19,920표    | 0.49%  |      |                 |
|                                                            | 하리야 다이스케   | 유신정당·신풍                              | 19,867표    | 0.49%  |      |                 |
|                                                            | 후지사와 아유미   | 무소속                                     | 19,155표    | 0.47%  |      |                 |
|                                                            | 이다 도와코       | NHK당                                      | 17,609표    | 0.43%  |      |                 |
|                                                            | 스도 노부히코     | 공화당                                     | 13,904표    | 0.34%  |      |                 |
|                                                            | 오노즈카 기요토   | NHK당                                      | 11,623표    | 0.28%  |      |                 |
|                                                            | 이키 아이코       | 행복실현당                                 | 11,073표    | 0.27%  |      |                 |
|                                                            | 하리야 다이스케   | 여계 천황과 함께 밝은 일본을 실현하는 모임 | 10,268표    | 0.25%  |      |                 |
|                                                            | 하기야마 아유미   | 일본제일당                                 | 8,099표     | 0.20%  |      |                 |
| 합계                                                       | 합계              | 합계                                       | 4,090,174표 |        |      |                 |

## 같이 보기
- 가나가와현 제1구
- 가나가와현 제2구
- 가나가와현 제3구
- 가나가와현 제4구
- 가나가와현 제5구
- 가나가와현 제6구
- 가나가와현 제7구
- 가나가와현 제8구
- 가나가와현 제9구
- 가나가와현 제10구
- 가나가와현 제11구
- 가나가와현 제12구
- 가나가와현 제13구
- 가나가와현 제14구
- 가나가와현 제15구
- 가나가와현 제16구
- 가나가와현 제17구
- 가나가와현 제18구